# Pleasant Run (Ohio)

Mapa pokazująca położenie miejscowości Pleasant Run w hrabstwie Hamilton

Pleasant Run – jednostka osadnicza w Stanach Zjednoczonych, w stanie Ohio, w hrabstwie Hamilton.